# Charles Lennox, 1:e hertig av Richmond
Charles Lennox, 1:e hertig av Richmond, född den 29 juli 1672 i London, död den 27 maj 1723 på Goodwood, Sussex, var utomäktenskaplig son till kung Karl II av England och Louise de Kérouaille, hertiginna av Portsmouth.

## Biografi
Charles Lennox utnämndes till earl av March, baron Settrington och hertig av Richmond 1675, tillika med hertig av Lennox. I oktober 1675 tillförsäkrades han  £2,000 per år av hans far, och dessutom en shilling royalty för varje skepp med kol som utskeppades från Newcastle upon Tyne.
Han var adjutant hos Vilhelm III av England åren 1693-1704. Han blev senare Lord of the Bedchamber hos Georg I av Storbritannien mellan 1714 och 1723.

### Familj
Han gifte sig ca 1693 med Anne Brudenell (död 1722), dotter till Francis Brudenell, Lord Brudenell.
- Lady Louisa Lennox (1694-1716/17), gift med viceamiral James Berkeley, Earl of Berkeley
- Charles Lennox, 2:e hertig av Richmond (1701-1750), gift med Lady Sarah Cadogan (1705-1751)
- Lady Anne Lennox (1703-1789), gift med William Anne van Keppel, Earl of Albemarle (1702-1754)